# Konrad von Friedberg
Konrad von Friedberg (tschechisch Konrád z Frydberka; † nach 1247) war Bischof von Olmütz.

## Leben
Konrad entstammte der Familie von Friedberg und war Domherr von Hildesheim. Nachdem der Mainzer Erzbischof Siegfried von Eppstein, zu dessen Kirchenprovinz auch Böhmen und Mähren gehörten, den vom Olmützer Domkapitel gewählten Wilhelm nicht anerkannt hatte, berief er sich auf sein Besetzungsrecht und ernannte 1241 Konrad von Friedberg zum neuen Bischof von Olmütz.
König Wenzel I. stimmte dieser Ernennung – vermutlich nach Einflussnahme von Konrads Bruder Hoger, der ein Hofamt bekleidete – zu. Da das Domkapitel seinen Kandidaten Wilhelm durchsetzen wollte, beschwerte es sich beim Papst, der daraufhin den Dekan des Breslauer Domkapitels zu einer Untersuchung aufforderte und eine Einigung oder die Anordnung einer Neuwahl verlangte. Da der Papst kurz darauf starb, kam es zu keiner Änderung mehr.
Im März 1243 hielt Konrad eine Diözesansynode in Pustimir ab und stellte eine Urkunde für das Kloster Louka (Klosterbrück) aus. Im selben Jahr forderte der neue Papst Innozenz IV. Konrad von Friedberg durch den Prager Bischof Nikolaus von Újezd, den Prager Propst und den Břevnover Abt auf, innerhalb von drei Monaten in Rom zu erscheinen. Da Konrad darauf nicht reagierte, beauftragte der Papst 1245 die Pröpste von Prag und Leitmeritz, dafür zu sorgen, dass dem gewählten Elekten Wilhelm und den Mitgliedern des Olmützer Domkapitels ihre Pfründen zurückgegeben werden, die ihnen vorher entzogen worden waren. Außerdem sollten die Äbte des Prämonstratenserklosters Gradisch sowie des Benediktinerklosters in Braunau Konrad im päpstlichen Auftrag suspendieren.
Nachdem es dem Papst im selben Jahr gelang, den Elekten Wilhelm auf dem Ersten Konzil von Lyon zum Verzicht zu bewegen, verlieh er das Bistum dem päpstlichen Kaplan Bruno von Schauenburg, der jedoch nicht die Zustimmung König Wenzels erlangte.
1247 bewog König Wenzel Bischof Konrad zur Resignation, wobei ihm Besitzungen bei Kelč (Keltsch) und Troppau sowie eine jährliche Pension zugesprochen wurden. Bischofsnachfolger wurde schließlich doch Bruno von Schauenburg. Über Konrads weiteres Leben ist nichts bekannt. Er starb nach 1247.